# 肾耳唐竹
肾耳唐竹（学名：Sinobambusa nephroaurita）为禾本科唐竹属下的一个种。

## 扩展阅读
- 維基物種上的相關：肾耳唐竹